# Bowder Stone
Der Bowder Stone ist ein großer, ersteigbarer Findling bei Grange in Keswick im Borrowdale, im Lake District in Cumbria, in England. Er ist etwa 9,0 m hoch, hat etwa 15 m Durchmesser und 27 m Umfang. Er soll rund 2000 Tonnen wiegen. Es gibt seit 1890 eine Treppe, so dass die Besucher auf den Stein steigen können. Sein Name stammt wahrscheinlich von Balder, Odins Sohn aus der nordischen Götterwelt. 2015 war das flussnahe Terrain am Derwent river um den Fuß des Steines überschwemmt.
Ein Stein mit dem Namen Balderstein steht in Norwegen.
Ebenfalls ersteigbar ist der Majakivi in Estland.